# Eduard Niese
Theodor Eduard Matthias Niese (* 23. März 1833 in Hamburg; † 23. Juni 1898 ebenda) war ein deutscher Werbe- und Dekorationsmaler.

## Leben und Wirken
Eduard Niese war der Sohn des Tapezierers Johann Christian Friedrich Niese, der 1850 verstarb. Da der Beruf des Tapezierers zunftfrei war, hatte sein Vater wahrscheinlich selbstständig gearbeitet. Der Vater hatte häufig den Wohnort in Hamburg-Neustadt gewechselt und dort später ein kleines Haus in der Straße Hütten besessen. Es ist daher davon auszugehen, dass Eduard Niese in bescheidenen Verhältnissen aufwuchs.
Eduard Niese absolvierte eine Ausbildung als lithografischer Zeichner und erstellte Arbeiten für mehrere Arbeitgeber, unter anderem für Charles Fuchs und G. F. Wurzbach, der in Hamburg-Altona Bilderbögen druckte. Ab ungefähr 1870 verzierte Niese Rollos mit Ornamenten und landschaftlichen Motiven, was seinerzeit als modern galt. Höchstwahrscheinlich kreierte er dabei auch Werbemotive, die in Schaufenstern zu sehen waren. Im Alter von 50 Jahren begann Niese, auch auf Papier zu malen. Er verwendete dafür Deck- und Aquarellfarben und hielt Szenen aus dem Alltagsleben Hamburgs fest. Die Gemälde fasste er zu Serien zusammen und erstellte für diese Sammlungen eigene Titelbilder. Niese malte vermutlich eigeninitiativ und ohne die Intention, die Gemälde später verkaufen zu wollen.
1879 heiratete Eduard Niese Wilhelmine Auguste Christiane, geborene Koock, mit der er keine Kinder hatte. Während seines Lebens wechselte er oft den Wohnsitz. Niese verstarb im Juni 1898 in seiner Geburtsstadt.

## Werke

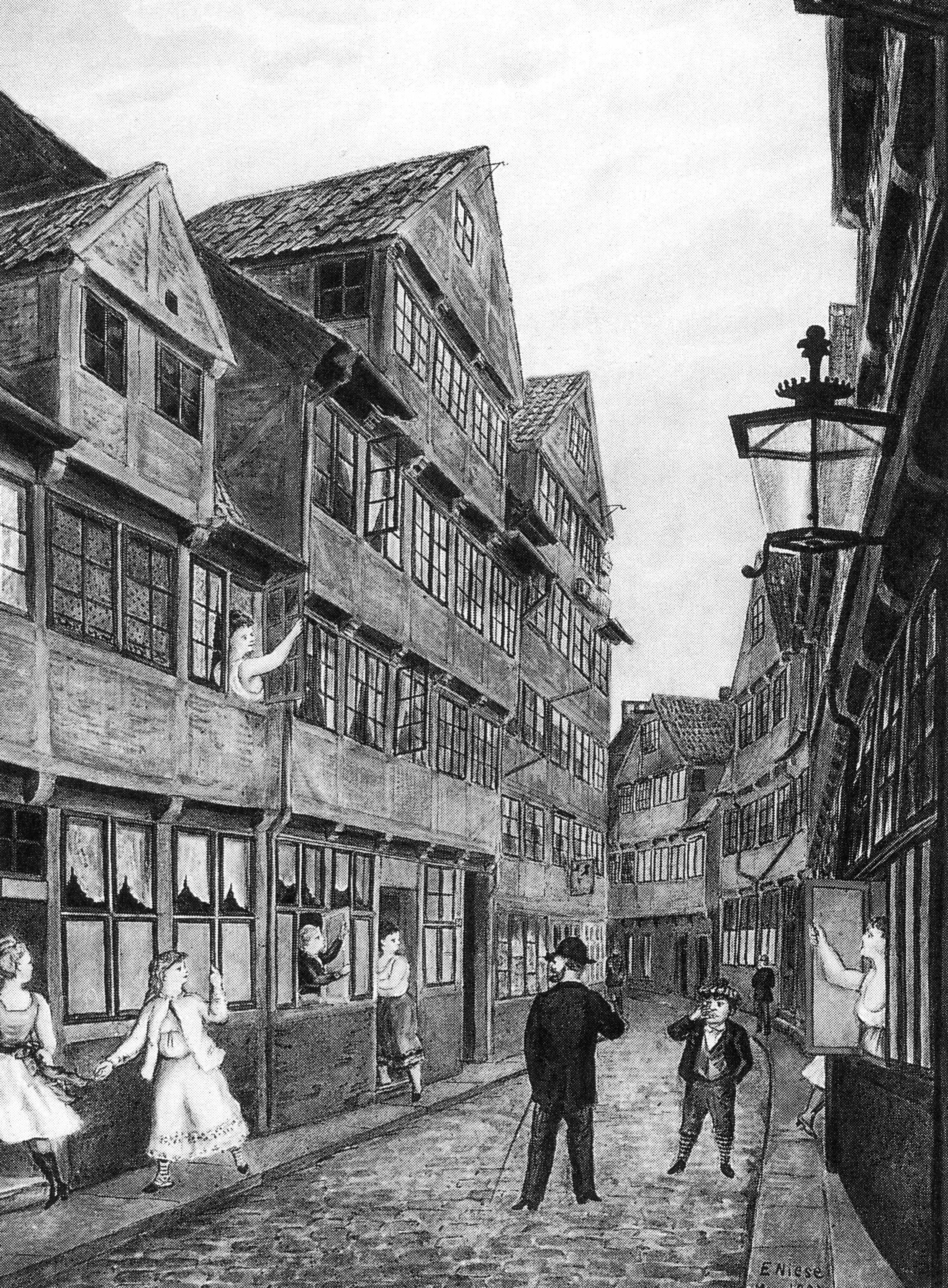
E. Niese: Im Speckgang, Deckfarbenmalerei von 1891

Bekannt wurden Nieses Gemälde, die Hamburg gegen Ende des 19. Jahrhunderts zeigen und im Stil des naiven Realismus gehalten sind. Niese verwendete kräftige Farben und hielt damit ausufernde Reklame, die Gegensätze zwischen zurückhaltenden alten Bauwerken und Prunkbauten aus der Gründerzeit sowie die seinerzeit modernen Errungenschaften wie künstliche Beleuchtung und neuartige Verkehrsmittel bildlich fest. 1885 zeigte er bei der Ausstellung „Alt-Hamburg“ Gemälde von Teilen Hamburgs, denen der Abriss drohte. Nach dem Tod Nieses kaufte das Hamburger Museum für Kunst und Gewerbe um 1900 ungefähr 150 Bilder an, die wechselnd in der Hamburgensien-Sammlung des Museums zu sehen waren. Das Museum für Hamburgische Geschichte übernahm diese fast vollständig im Jahr 1921. Das Museum selbst hatte zudem andere Werke Nieses angekauft und besaß somit insgesamt circa 250 Gemälde des Künstlers. Nach einer viel beachteten repräsentativen Ausstellung 1969/70 erschienen anschließend mehrere großformatige Veröffentlichungen der Bilder Eduard Nieses.